# 岡崎助一
岡崎 助一（おかざき じょいち）は、日本の高等学校教員、地方公務員、文部官僚。文部省体育局体育官や、日本体育協会副会長、東京2020オリンピック競技大会国内競技団体協議会議長等を歴任した。旭日中綬章受章。

## 人物・経歴
岡山県岡山市出身。1968年に東京教育大学体育学部を卒業後、岡山県立高等学校保健体育教諭を経て、1978年岡山県教育委員会指導主事。1983年に文部省入省後、和歌山県教育委員会保健体育課長、文部省体育局教科調査官、文部省体育局生涯スポーツ課課長補佐、文部省体育局体育官、文部省体育局競技スポーツ課長を歴任した。1998年日本オリンピック委員会理事。1999年日本体育協会理事・事務局長。2005年日本体育協会常務理事。2006年日本体育協会専務理事。2015年日本体育協会副会長。東京2020オリンピック・パラリンピック招致委員会理事や、東京オリンピック・パラリンピック競技大会組織委員会理事を経て、2016年から東京2020オリンピック競技大会国内競技団体協議会議長を務め、競技団体との調整にあたった。2018年春の叙勲で旭日中綬章受章。